# Mittleres Geysir-Becken
Das Mittlere Geysir-Becken (englisch: Midway Geyser Basin) ist ein Geysir-Becken im Yellowstone-Nationalpark. Es befindet sich innerhalb der Yellowstone-Caldera, nördlich des oberen Geysir-Beckens im US-Bundesstaat Wyoming und wird in den Firehole River entwässert. Trotz seiner vergleichsweise geringen Größe enthält es zwei bedeutende geothermale Objekte: Den 60 × 90 Meter breiten Excelsior-Geysir, der über 15.000 Liter pro Minute in den nahegelegenen Firehole River gießt. Die größte heiße Quelle im Yellowstone-Nationalpark und die drittgrößte weltweit, die 110 m breite und 37 m tiefe Grand Prismatic Spring, befindet sich ebenfalls hier. Weitere Thermalquellen sind der Opal Pool oder der Turquoise Pool.
Vom Parkplatz, 18 km südlich von Madison Junction, führt ein kurzer Rundweg durch das mittlere Geysir-Becken, der an allen wichtigen geothermalen Objekten vorbeiführt.

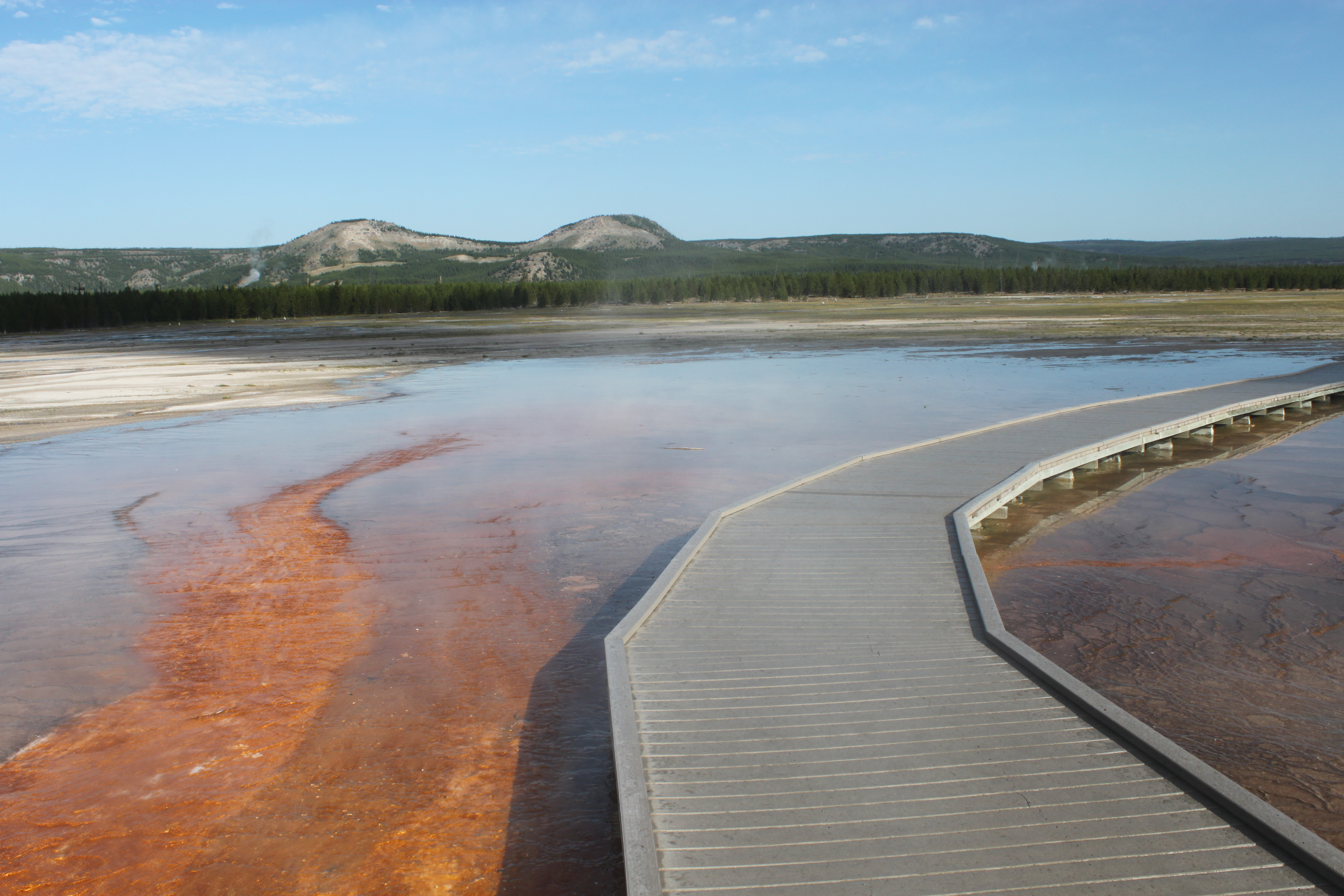
Weg durch das mittlere Geysir-Becken

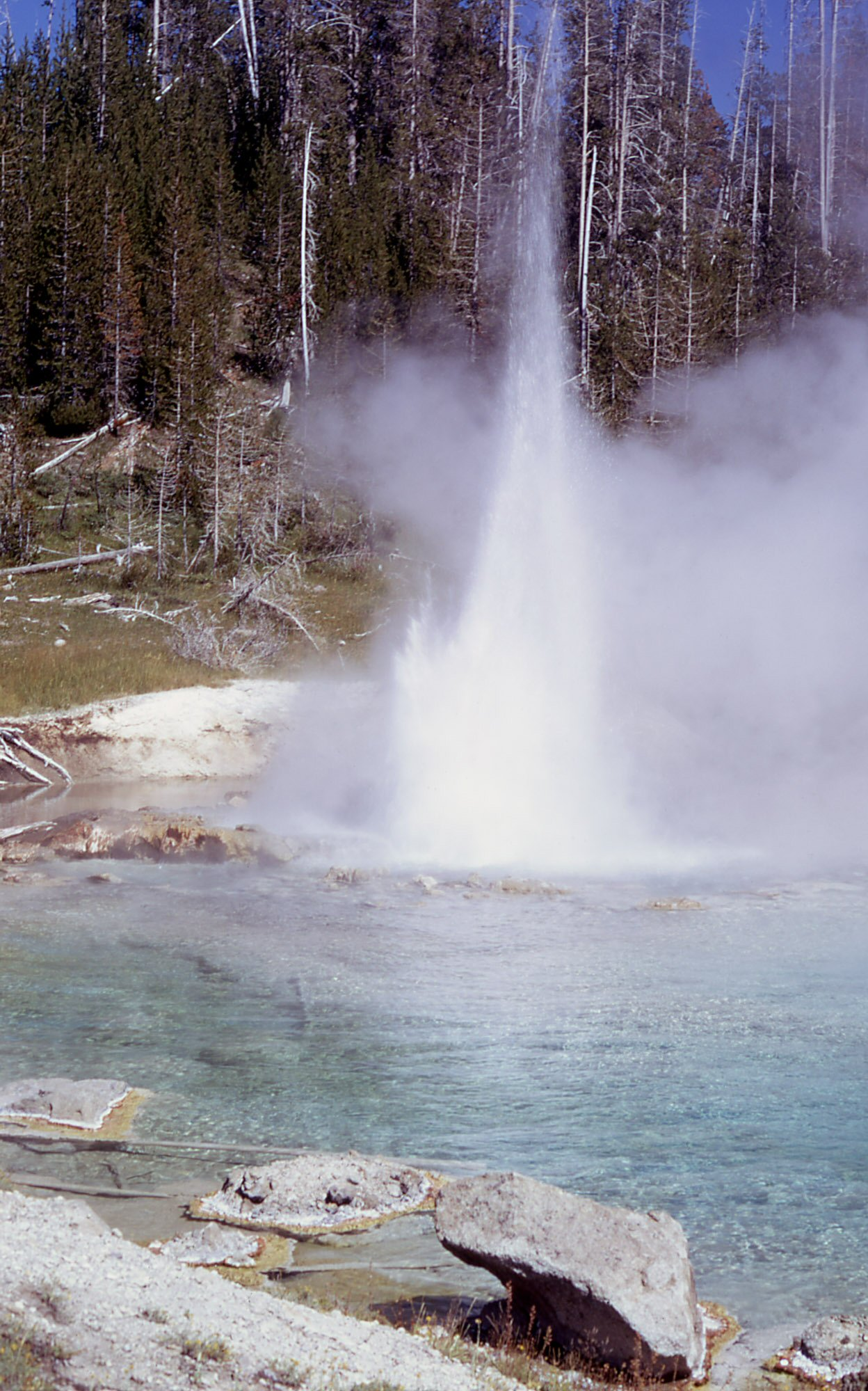
Imperial-Geysir, 1972

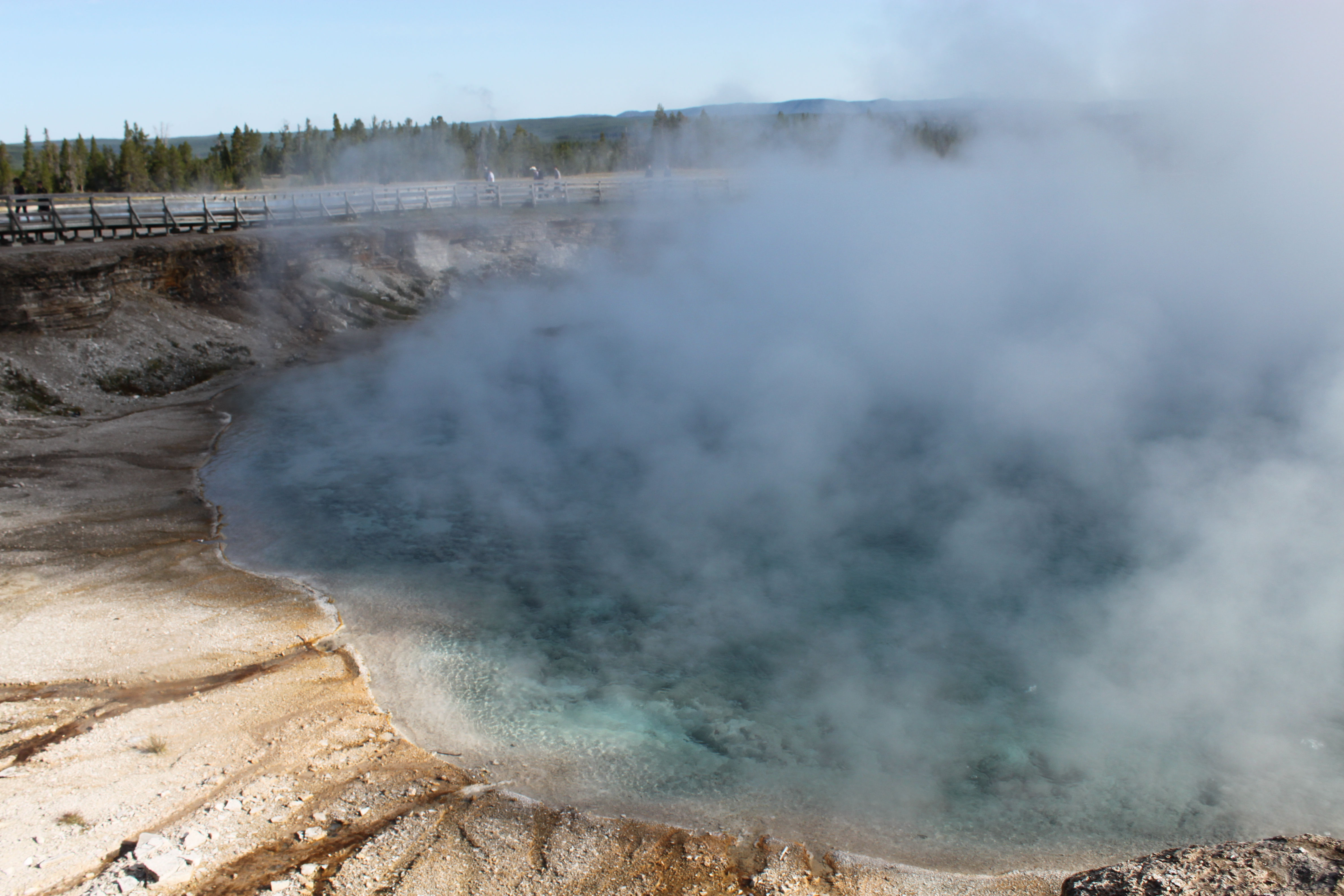
Excelsior-Geysir im mittleren Geysir-Becken

Unter den aus hier entnommenen Proben identifizierten Mikroorganismen gehört die Archaeen-Spezies Sulfolobus solfataricus, zusammen mit den sie parasitierenden Viren der Gattung Alphaturrivirus.